# مارچلو تروتا
مارچلو تروتا (انگلیسی: Marcello Trotta؛ زادهٔ ۲۹ سپتامبر ۱۹۹۲) بازیکن فوتبال اهل ایتالیا است.
از باشگاه‌هایی که در آن بازی کرده‌است می‌توان به باشگاه فوتبال فولام، باشگاه فوتبال بارنزلی، باشگاه فوتبال ساسولو، باشگاه فوتبال ناپولی، باشگاه فوتبال منچستر سیتی، باشگاه فوتبال برنتفورد، باشگاه فوتبال واتفورد، باشگاه فوتبال آولینو، و باشگاه فوتبال وایکام واندررز اشاره کرد.
وی همچنین در تیم‌های ملی فوتبال زیر ۱۶ سال ایتالیا، زیر ۱۸ سال ایتالیا، زیر ۱۹ سال ایتالیا، زیر ۲۰ سال ایتالیا، و زیر ۲۱ سال ایتالیا بازی کرده‌است.